# لويغي مارتيني
لويغي مارتيني (15 يونيو 1949 كابانوري إيطاليا - ) هو لاعب كرة قدم إيطالي يلعب كمدافع.

## وصلات خارجية
- لويغي مارتيني على موقع قاعدة بيانات كرة القدم.إي يو (الإنجليزية)
- لويغي مارتيني على موقع عالم كرة القدم.نت (الإنجليزية)